# Marcellus, Lot-et-Garonne
Marcellus är en kommun i departementet Lot-et-Garonne i regionen Nouvelle-Aquitaine i sydvästra Frankrike. Kommunen ligger i kantonen Meilhan-sur-Garonne som tillhör arrondissementet Marmande. År 2022 hade Marcellus 874 invånare.

## Befolkningsutveckling
Antalet invånare i kommunen Marcellus
| Referens: INSEE |